# Reverse gyrase

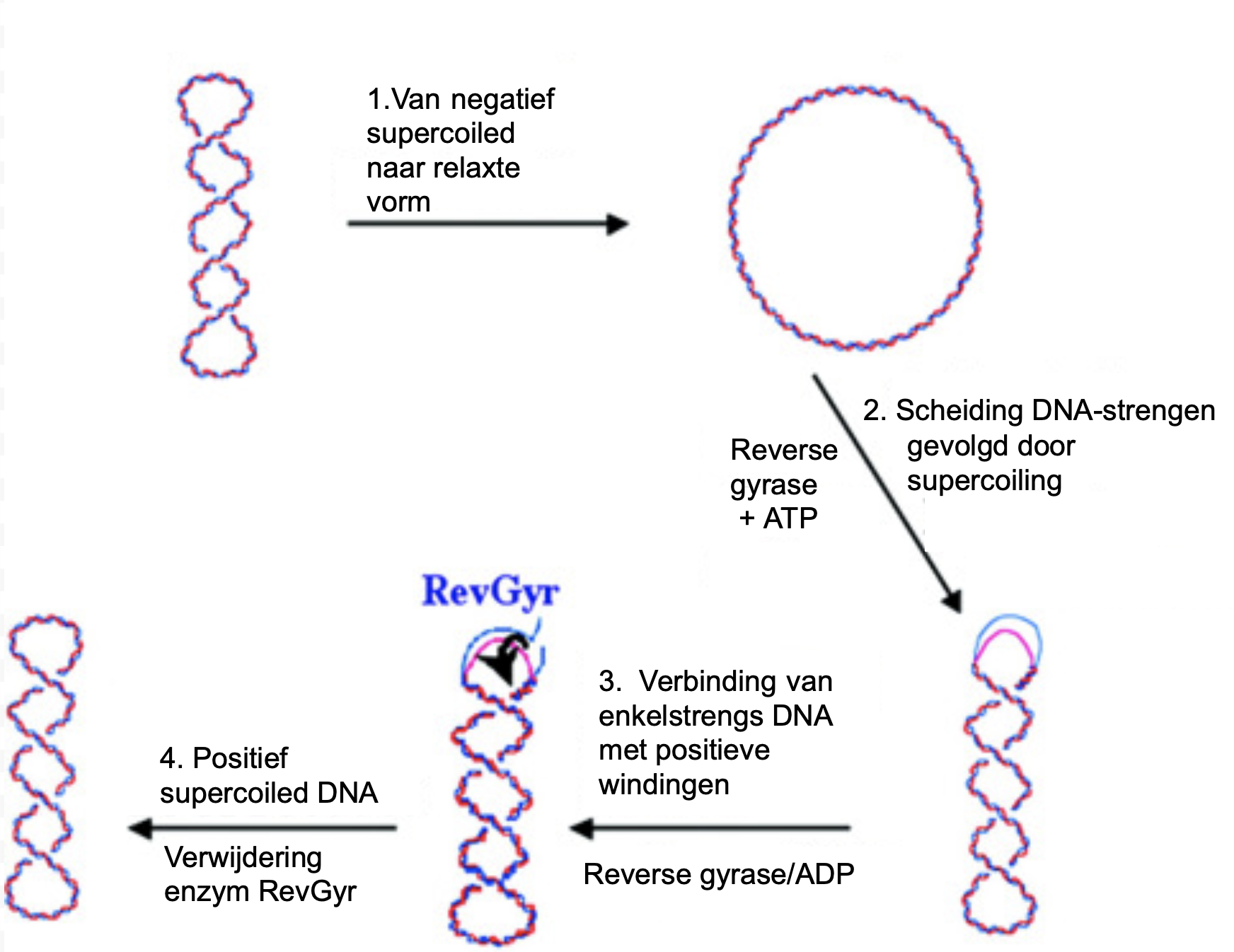
Een mogelijk mechanisme voor positieve supercoiling door reverse gyrase (Rev-Gyrase). 1. negatief supercoiled circulair DNA kan door reverse gyrase in relaxte vorm gebracht worden, een activiteit die hoort bij de meeste type IA-topo-isomerasen. 2. Binding van reverse gyrase en ATP aan het enkelstrengse DNA in een afgewikkelde zone met compenserende positieve DNA-supercoiling. Het enzym dat aan het enkelstrengse gedeelte is gebonden, wordt hier niet weergegeven. 3. De hydrolyse van ATP naar ADP verandert de bindingsaffiniteit voor dubbelstrengs DNA, wat het topo-isomerase-domein van de reverse gyrase aanzet tot het opnieuw opwinden van het enkelstrengse DNA. Het dichtritsen van de twee DNA-strengen vermindert de topoisomerase-activiteit aanzienlijk, waardoor het behoud van positieve supercoils wordt bevorderd. 4. Na de verwijdering van het enzym, resulteert het DNA positief supercoiled.

Reverse gyrase is een enzym, een atypische topo-isomerase, die eigen is aan hyperthermofiele micro-organismen. Hyperthermofielen zijn extremofielen die leven bij temperaturen van rond de 90°C. Het enzym is in staat circulair DNA extra windingen te geven waardoor dit DNA positieve supercoils krijgt. De windingen hebben dezelfde draairichting als de helix van het DNA en worden daarom positief genoemd. 

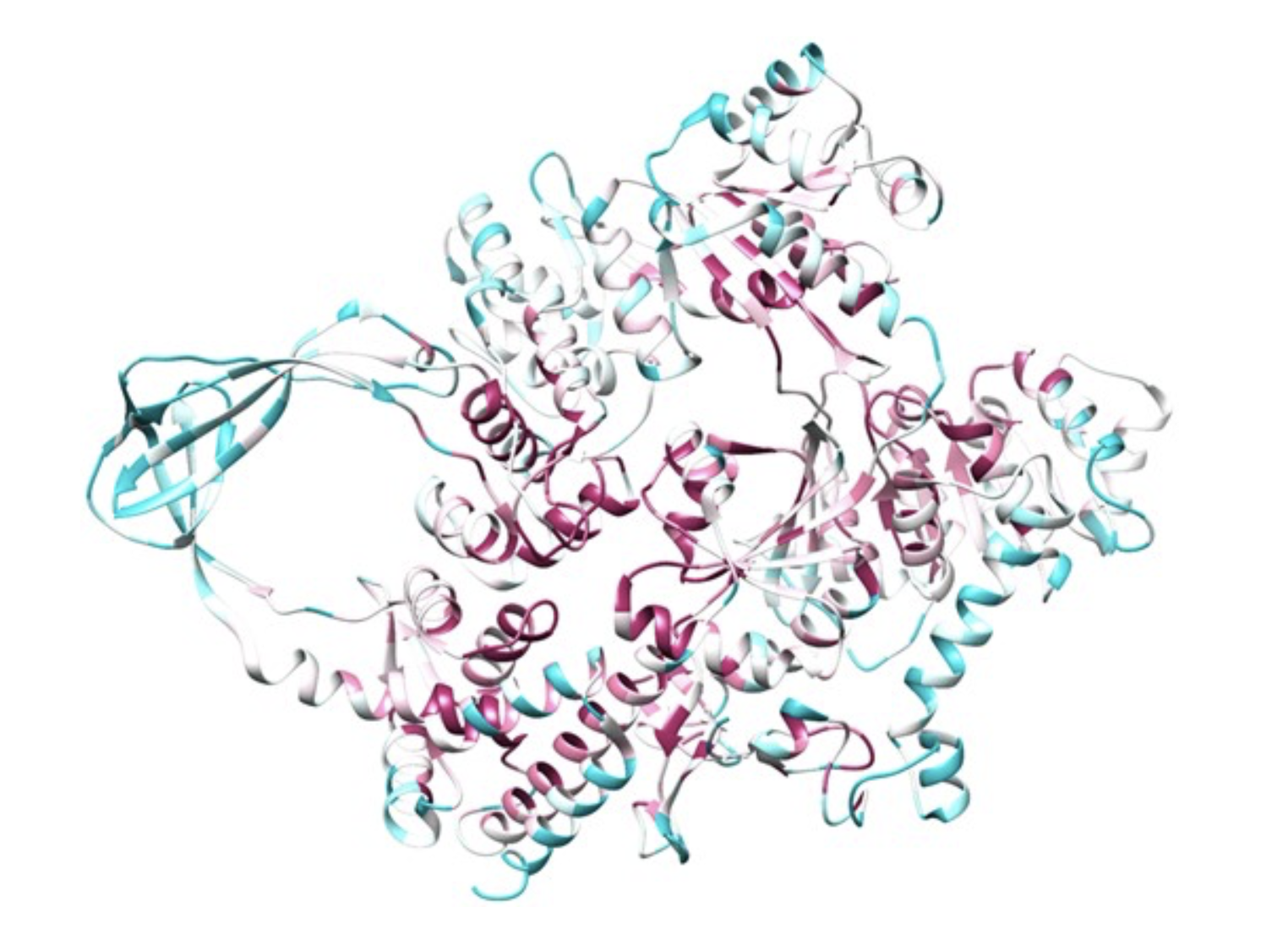
Behoud van de sequentie van de reverse gyrase structuur geprojecteerd op hetzelfde enzym van Thermotoga maritima. Geconserveerde residuen zijn aangegeven in rode tinten, minder geconserveerde residuen zijn aangegeven in blauwe tinten.

De reverse gyrase is een topo-isomerase type I die energie van ATP gebruikt. De gyrase wordt reverse genoemd omdat in plaats van de spanning te verminderen, zoals gebeurt bij normale topo-isomerasen, het enzym de spanning verhoogt door positieve supercoils te introduceren. Bij hoge temperaturen denatureert het DNA, de strengen scheiden zich van elkaar. De supercoils verhinderen de denaturatie van het DNA.
Een vergelijkbaar enzym, de DNA gyrase, dat daarentegen een topo-isomerase II is die ook ATP gebruikt, is in staat negatieve supercoils te introduceren.

## Geschiedenis
Het enzym reverse gyrase is in 1984 ontdekt door Akihiko Kikuchi in de archaeon Sulfolobus acidocaldarius. Hij gaf het enzym ook de naam.
Het enzym bleek niet alleen aanwezig in de archaea Sulfolobus acidocaldarius, maar in alle hyperthermofielen. De in 1989 enige bekende thermofiele bacterie die reverse gyrase bezat was Thermotoga maritima. De niet-thermofiele archaea bezaten geen reverse gyrase wat aangeeft dat dit enzym essentieel is voor het leven in warmwaterbronnen en/of hydrothermale bronnen.

## Twee enzymen
Het isoleren van het gen van de reverse gyrase maakte het mogelijk te bepalen dat het enzym uit twee delen bestaat: een klassieke topo-isomerase type I en een helicase die ATP gebruikt om de twee DNA-strengen van elkaar te scheiden. De combinatie van de topo-isomerase- en helicase-activiteit  bestaat uit twee stappen. De reverse gyrase hecht zich aan het DNA waar de helicase de dubbele helix opent, wat een positieve supercoil creëert in de rest van het gesloten circulaire DNA. Daarop volgt de topo-isomerase activiteit die de supercoil vasthecht. Meerdere van deze cycli veroorzaken grote aantallen supercoils in het DNA.

## Mutant
Er is een mutant gecreëerd van een thermofiele archaea waarin het gen voor de reverse gyrase is geïnactiveerd. Dit onderzoek werd gedaan om te kunnen vaststellen of dit enzym essentieel is voor thermofielen. Deze mutant behorend tot Thermococcus kodokoarensis, groeide, net als het wildtype, goed tussen 60 en 85°C, maar bij 90°C groeide de mutant twee keer zo langzaam en bij 93°C groeide hij helemaal niet meer, terwijl de niet gemuteerde microbe non steeds groeide bij deze temperatuur.

## Evolutie
Het enzym reverse gyrase is hoogst waarschijnlijk aanwezig geweest in LUCA, wat betekent dat het erg oud zou zijn ondanks het feit dat het enzym een combinatie is van twee  enzymen, de helicase en de topo-isomerase, die vermoedelijk al eerder als afzonderlijke enzymen bestonden. Het enzym reverse gyrase heeft ook een RNA-polymerase activiteit die helpt voorkomen dat langere RNA-strengen verstrikt raken in zogenaamde ‘pseudoknopen’. Vanwege hun vermogen om met RNA te interageren, wordt aangenomen dat dit een van de oudste soorten enzymen is die tot nu toe zijn gevonden. Omdat de fylogenie van de reverse gyrase niet eenduidig is, bestaat er geen consensus over of LUCA thermofiel was of niet.